# Dolmen von Mons
Der Dolmen von Mons (auch Dolmen du Chausse oder Dolmen du Chausse 1 genannt) liegt zwischen den Weilern Mons und Saint-Flour im Département Cantal in der Region Auvergne in Frankreich. Der in Mons als Tumulus ausgeschilderte Dolmen liegt westlich der Autobahn A75. Der Dolmen ist Teil einer Reihe von einem Dutzend Tumuli de Chausse (drei sind besser erhalten), die eine Nekropole bilden. Dolmen ist in Frankreich der Oberbegriff für Megalithanlagen aller Art (siehe: Französische Nomenklatur).

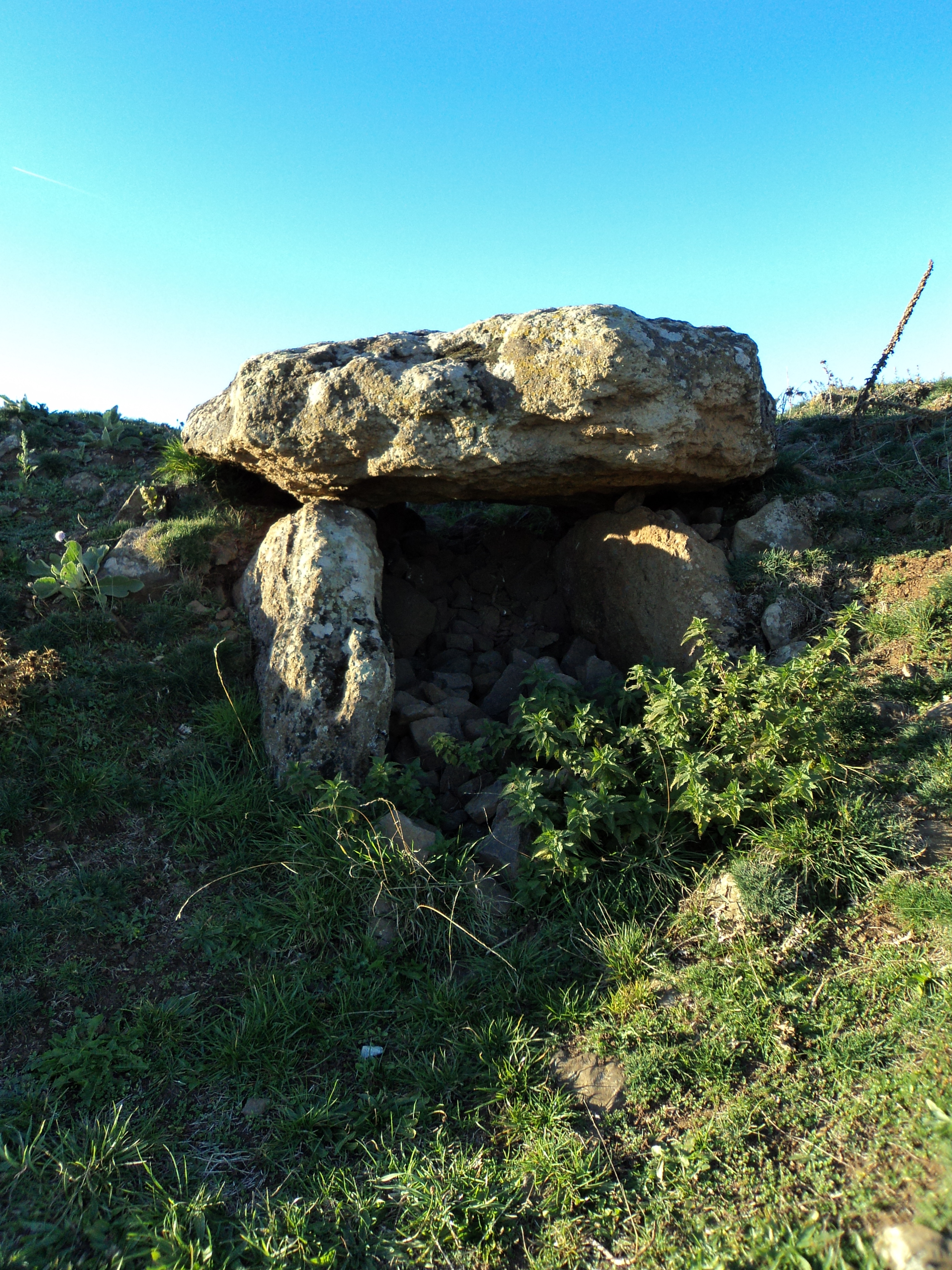
Dolmen von Mons

Der kleine einfache Dolmen (französisch Dolmen simple) liegt an der Südseite seines etwa 2,0 m hohen Cairns aus vulkanischem Felsgestein von etwa 16,0 m Durchmesser. Der Dolmen hat einen überstehenden Deckstein von etwa 2,3 × 1,6 m, der auf der etwa 2,0 × 1,0 m messenden Kammer aus Basaltplatten, zwei Seitenplatten und einem Endstein aufliegt. Die nach Süden offene Kammer ist voll losem Geröll.
Er ist wegen seines Erhaltungszustands und des Interesses, das er bei seiner Entdeckung und Ausgrabung im 19. Jahrhundert erzeugte, eine der bekanntesten Megalithanlagen der Auvergne.
Der Dolmen wurde 1980 als Monument historique eingestuft.
In der Nähe befindet sich der Dolmen von Touls.